# Bunjae Artpia
Bunjae Artpia är världens största botaniska trädgård med en bas på 39 700 m². Den öppnades i juli 1992 och ligger på den norra delen av ön Jeju som ligger söder om Koreahalvön.
Trädgården har många lönnträd, Wisteria och tallträd som är mellan 30 och 300 år gamla. Trädgården har över 100 sällsynta träd, och har tillsammans 1 700 arter med träd. Dessutom kommer över 100 000 blommor, plantor och träd som representerar 700 år av botanisk historia i Korea. Trädgården har 300 000 besökare varje år. En del av trädgården har traditionella stengärden, dammar, stenbroar och konstgjorda vattenfall.